# Giovanni Santos
Giovanni Aparecido Adriano dos Santos, mais conhecido como Giovanni Santos ou apenas Giovanni, (Bauru, 5 de fevereiro de 1987), é um ex-futebolista brasileiro que atuava como goleiro. 

## Carreira

### Início da carreira
Revelado pelo Marília em 2007, Giovanni teve passagens também por Ponte Preta e Grêmio Prudente, tendo por este último grande destaque durante o Campeonato Brasileiro de 2010 e despertando o interesse de clubes brasileiros e europeus.

### Atlético Mineiro
Em 2011, Giovanni se transferiu ao Atlético Mineiro. Durante seu primeiro ano no clube, alternou a titularidade com Renan Ribeiro e atuou em 12 partidas, e no ano seguinte, assegurou a posição durante o início do Campeonato Brasileiro de 2012. Porém, com a contratação de Victor em junho de 2012, assumiu a condição de reserva. Em 29 de junho de 2018, Giovanni rescindiu seu contrato com o Atlético após sete anos e 79 jogos disputados pelo clube.

## Títulos
Ponte Preta
- Campeonato Paulista do Interior: 2009

Atlético Mineiro
- Campeonato Mineiro: 2012, 2013, 2015 e 2017
- Copa Libertadores da América: 2013[5]
- Recopa Sul-Americana: 2014
- Copa do Brasil: 2014
- Florida Cup: 2016

Novorizontino
- Campeonato Paulista do Interior: 2021